# Florida Panthers
Die Florida Panthers (IPA: [ˈflɒɚɪdə ˈpænˌθɚs]) sind ein US-amerikanisches Eishockeyfranchise der National Hockey League aus Sunrise im Bundesstaat Florida. Es wurde am 14. Juni 1993 gegründet und nahm zum Beginn der Saison 1993/94 den Spielbetrieb auf. Die Teamfarben sind Marineblau, Rot, Gold und Weiß.
Die Panthers tragen ihre Heimspiele in der Amerant Bank Arena aus und sind das am südlichsten beheimatete Franchise der Liga. Schneller als alle anderen Teams, die zu Beginn der 1990er Jahre gegründet wurden, erreichten die Panthers bereits in ihrer dritten Saison 1995/96 die Finalserie um den Stanley Cup, in denen sie jedoch unterlagen. Nach diesem furiosen Start blieben jedoch weitere große Erfolge in den folgenden Jahren vorerst aus. In den nächsten zehn Jahren verpassten die Panthers achtmal die Playoffs, ehe man in den Playoffs 2023 erneut das Stanley-Cup-Finale erreichte, was man jedoch ebenfalls verlor. Nur ein Jahr später gelang erneut der Einzug in das Finale der Playoffs 2024, welches nach zwischenzeitlicher 3:0-Führung und anschließendem Serienausgleich letztlich in Spiel 7 gegen die Edmonton Oilers erstmalig gewonnen werden konnte. Den Titel verteidigten die Panthers in der Folge in den Playoffs 2025.

## Geschichte
Im Jahr 1992 erhielt H. Wayne Huizenga, Vorsitzender von Blockbuster Inc., die NHL-Konzession für ein Team in seiner Heimatstadt Miami. Zur Saison 1993/94 wurde der Spielbetrieb aufgenommen, das neue Franchise trug seine Heimspiele dabei in der Miami Arena aus. Die ersten Stars im Team waren John Vanbiesbrouck, ehemaliger Torhüter der New York Rangers, sowie die beiden Rookies Rob Niedermayer und Scott Mellanby, der in seiner ersten Saison 30 Tore erzielen konnte. Mit dem knappen Verpassen der Play-offs der Eastern Conference starteten die Panthers als eines der erfolgreichsten Expansion Teams in der Geschichte der NHL.
Nachdem die Florida Panthers auch in der folgenden Spielzeit die Play-offs nicht erreichen konnten, wurde der damalige Trainer Roger Neilson entlassen und durch Doug MacLean ersetzt. 1995/96 erreichten die Panthers zum ersten Mal in ihrer Vereinsgeschichte die NHL-Play-offs und verpflichteten noch vor Ende der Transferperiode Ray Sheppard von den San Jose Sharks, die ihrerseits die Finalserie verpasst hatten. In der ersten Play-off-Runde besiegte das Team aus Florida die Boston Bruins in fünf Spielen, nach weiteren Siegen gegen die Philadelphia Flyers im Halbfinale erreichten die Panthers erstmals ein Conference-Finale, das in sieben Spielen gegen die Pittsburgh Penguins gewonnen und somit das Stanley-Cup-Finale erreicht wurde. Dort verlor man allerdings glatt in 0–4 Spielen gegen die Colorado Avalanche.
Während dieser dennoch äußerst erfolgreichen Saison entwickelte sich bei den Fans der Panthers zudem ein außergewöhnlicher Torjubel. An einem Spielabend soll eine Ratte den Weg in die Kabine der Panthers gefunden haben, das Tier soll daraufhin von Scott Mellanby mit einem sogenannten „One Timer“-Schuss getötet worden sein. An diesem Abend erzielte Mellanby zwei Tore, die daraufhin von Goalie Vanbiesbrouck als „Rat-Trick“ bezeichnet wurden, in Anlehnung an einen Hattrick. Seitdem die Meldung die Öffentlichkeit erreichte, wurden Tore der Panthers von den Fans mit dem Werfen von Gummiratten auf die Eisfläche gefeiert.
In die Saison 1996/97 starteten die Panthers mit einer Serie von 17 ungeschlagenen Spielen, aufgrund von Verletzungen und personellen Änderungen wie beispielsweise den Abgängen von Kirk Muller und Stu Barnes, scheiterte man schließlich jedoch in der ersten Play-off-Runde an den New York Rangers.
Nach einem schwachen Start in die Serie 1997/98 entließ das Team seinen Trainer Doug MacLean, der daraufhin durch den General Manager Bryan Murray ersetzt wurde. Auch dies änderte nichts am bis dato schlechtesten Saisonabschneiden, u. a. mit einer Serie von 15 sieglosen Spielen in Folge. Diese Serie hatte auch zur Folge, dass John Vanbiesbrouck nicht mehr im Tor eingesetzt wurde und nach der Saison als Free Agent zu den Philadelphia Flyers wechselte.
1998 zogen die Florida Panthers in das neue National Car Rental Center (die heutige FLA Live Arena) um, in einem „Blockbuster-Trade“ wurde zudem während der Saison Pawel Bure von den Vancouver Canucks verpflichtet. Auch 2000 konnten die Play-offs erreicht werden, allerdings scheiterte man bereits in der ersten Runde am späteren Stanley-Cup-Sieger New Jersey Devils.
In den folgenden zwei Jahren verschwanden die Florida Panthers zusehends im Mittelmaß und spielten 2001/02 ihre bisher schlechteste Saison überhaupt. Zudem verließen Größen wie Bure den Verein. Im NHL Entry Draft 2002 wollte man das vielversprechende Defensivtalent Jay Bouwmeester ziehen, allerdings wurde der Erstrunden-Pick in einem umstrittenen Transfer zu den Columbus Blue Jackets geschickt, die ihrerseits Rick Nash drafteten. Nachdem die Atlanta Thrashers Kari Lehtonen in der ersten Runde gezogen hatten, erklärten sie, dass die Panthers ihnen zwei Picks überlassen hatten, damit Bouwmeester nach Florida wechseln konnte. Schließlich zogen die Panthers den Abwehrspieler als Dritten in der ersten Runde. Präsident Mike Keenan erklärte später: " shouldn’t have done that … Jay would have been number-one if we'd kept that pick" (Wir hätten das nicht tun sollen...Jay wäre als an erster Stelle gezogen worden, hätten wir den Draft-Pick behalten).
2003 waren die Florida Panthers Gastgeber des NHL All-Star Games, welches das Team der Western Conference mit einem 6:5 Overtime-Sieg gewinnen konnte.
Am 23. Juni 2006 fand erneut ein „Blockbuster-Trade“ mit den Vancouver Canucks statt, Roberto Luongo, Lukáš Krajíček, und ein Sechstrunden-Draftpick wurden hierbei von den Panthers im Tausch gegen Todd Bertuzzi, Alex Auld und Bryan Allen nach Kanada transferiert. Kritiker nannten den Wechsel dennoch im Nachhinein den „schlechtesten Trade in der NHL-Geschichte“, auch weil Bertuzzi noch während der Saison zu den Detroit Red Wings transferiert wurde.
Der erste spektakuläre Transfer für die Saison 2007/08 von Seiten der Panthers fand am 22. Juni 2007 statt, als das Team aus Sunrise Tomáš Vokoun im Tausch gegen drei Draftpicks von den Nashville Predators verpflichtete.

## Spielstätten

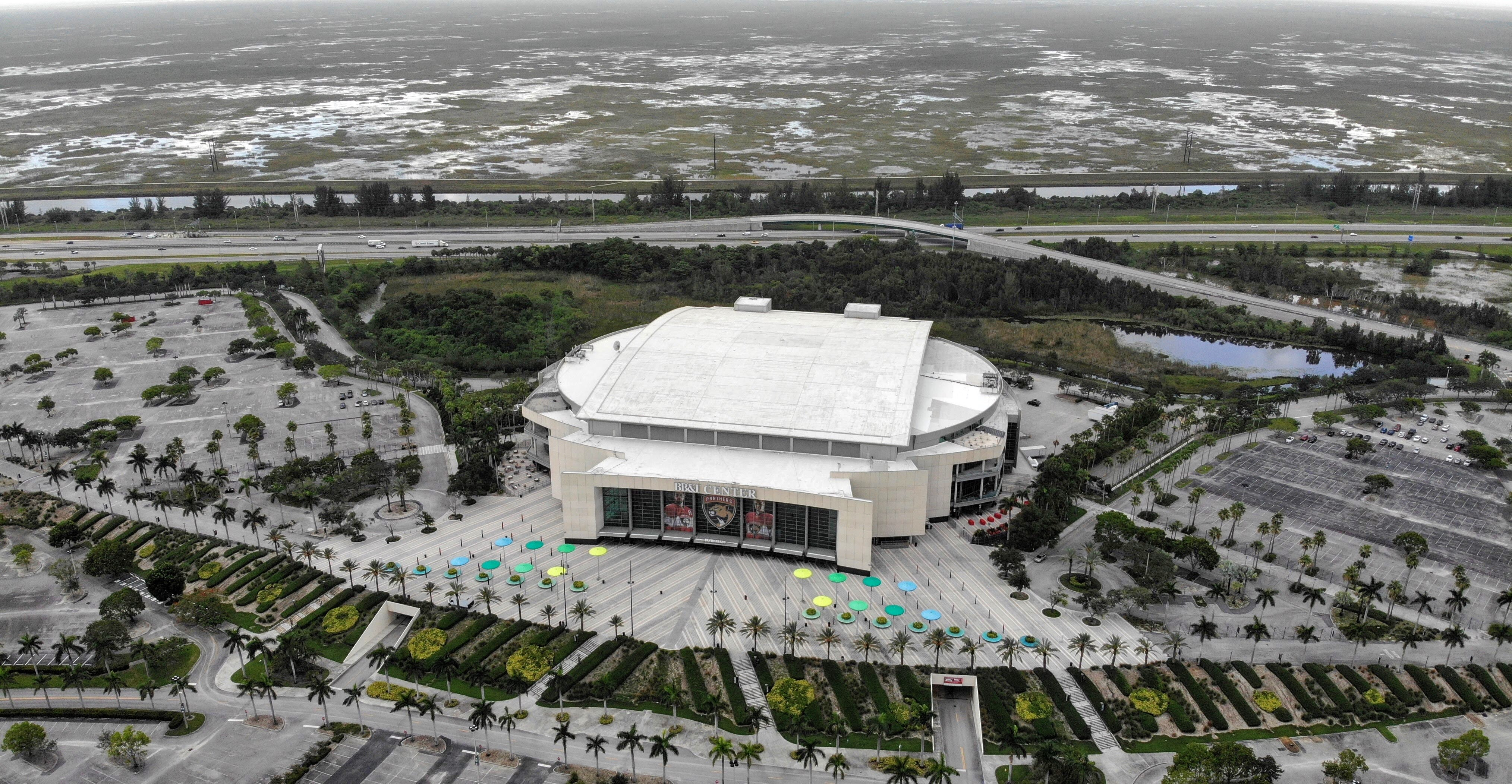
Die Amerant Bank Arena

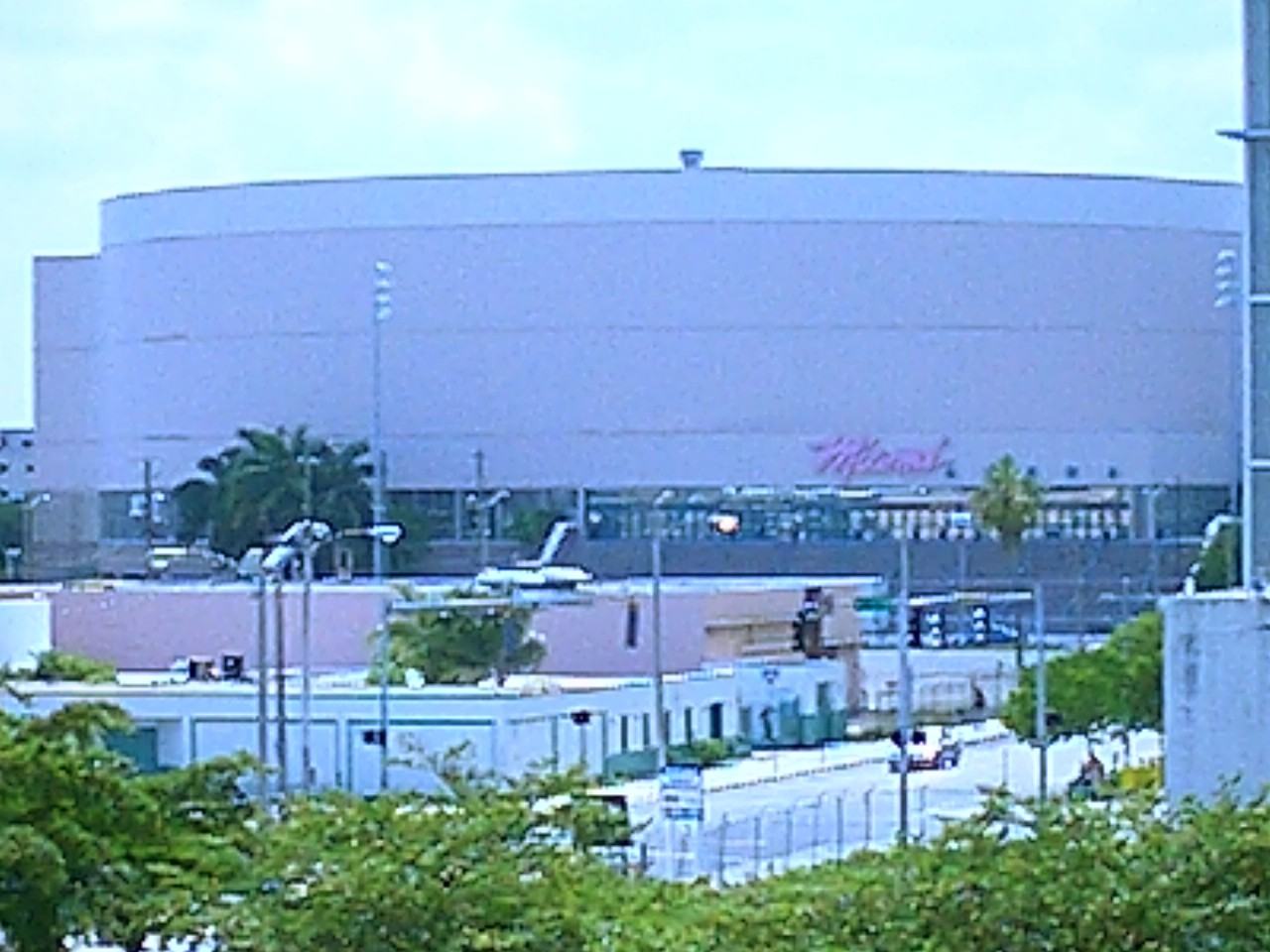
In der Miami Arena spielten die Panthers bis 1998

Die Panthers tragen ihre Heimspiele seit 1998 in der Amerant Bank Arena, einer 19.250 Zuschauer fassenden Mehrzweckhalle, aus. Die als Broward County Civic Arena geplante Halle trug nach Beendigung der Bauphase den Namen National Car Rental Center. Von 2002 bis 2005 war die Arena nach dem Sponsor Office Depot Center benannt. 2005 wurde die BankAtlantic Namenssponsor der Arena und gab ihr den Namen BankAtlantic Center. Die Namensrechte für die Arena hielt das Unternehmen ursprünglich bis 2015 und sollte für die gesamte Dauer von zehn Jahren 22 Millionen US-Dollar dafür bezahlen. Die Namensrechte gehörten von 2012 bis 2021 der BB&T, einem US-amerikanischen Kreditinstitut und Investmentgesellschaft. Der Vertrag hatte eine Laufzeit von zehn Jahren. Interimsweise wurde der Name „FLA Live Arena“ genutzt. Am 19. September 2023 gaben die Florida Panthers bekannt, dass man einen Sponsoringvertrag mit der Amerant Bank geschlossen hat. Die Halle trägt den Namen „Amerant Bank Arena“.
Von 1993 bis 1998 spielte der Klub in der 1988 eröffneten Miami Arena, die bei Eishockeyveranstaltungen eine Kapazität von 14.696 Plätzen hat. Die Miami Arena befindet sich im Stadtzentrum von Miami. Schon vor Gründung der Panthers war die Arena die Heimat des Basketballteams der Miami Heat. Von Beginn an waren die Eigentümer der Panthers auf der Suche nach einem eigenen neuen Stadion. Die Entscheidung zum Umzug in die Broward County Civic Arena (die heute FLA Live Arena heißt) fiel im Sommer 1996 und wurde zwei Jahre später vollzogen.

## Farmteams
Zu den Panthers, wie zu allen anderen NHL-Teams, gehören auch Mannschaften in niederklassigeren Ligen, sogenannte Farmteams. Im Falle der Panthers sind dies seit 2020 die Charlotte Checkers in der American Hockey League sowie die Florida Everblades in der ECHL.
Die Farmteams werden in der NHL oft dazu benutzt, die Nachwuchsspieler und Rookies auf die NHL-Spiele vorzubereiten. Den Nachwuchs beziehen die Panthers dabei, wie die anderen Vereine, vor allem über den NHL Entry Draft, über den alljährlich die vielversprechendsten Nachwuchsspieler in die Liga gelangen.
Die Farmteams der Florida Panthers seit 1993:
| Zeitraum  | Mannschaft               | Liga |
| 1993–1996 | Birmingham Bulls         | ECHL |
| 1993–1997 | Cincinnati Cyclones      | IHL  |
| 1995–1997 | Carolina Monarchs        | AHL  |
| 1996–1997 | Port Huron Border Cats   | CoHL |
| 1996–1998 | Tallahassee Tiger Sharks | ECHL |
| 1997–2001 | Port Huron Border Cats   | UHL  |
| 1997–1999 | Texas Wildcatters        | ECHL |
| 1997–1999 | Beast of New Haven       | AHL  |
| 1998–1999 | Miami Matadors           | ECHL |

| Zeitraum  | Mannschaft                    | Liga |
| 1998–1999 | Fort Wayne Komets             | IHL  |
| 1999–2001 | Laredo Bucks                  | CHL  |
| 1999–2001 | Louisville Panthers           | AHL  |
| 2002–2005 | San Antonio Rampage           | AHL  |
| 2005–2010 | Florida Everblades            | ECHL |
| 2005–2011 | Rochester Americans           | AHL  |
| 2010–2015 | Cincinnati Cyclones           | ECHL |
| 2011–2015 | San Antonio Rampage           | AHL  |
| 2011–2012 | Rio Grande Valley Killer Bees | CHL  |

| Zeitraum  | Mannschaft               | Liga |
| 2015–2016 | Portland Pirates         | AHL  |
| 2016–2020 | Springfield Thunderbirds | AHL  |
| seit 2020 | Charlotte Checkers       | AHL  |
| 2020–2022 | Greenville Swamp Rabbits | ECHL |
| seit 2022 | Florida Everblades       | ECHL |

## Erfolge und Ehrungen

### Sportliche Erfolge
| Stanley Cup              |                                    |
| Saison                   |                                    |
| 2023/24, 2024/25         |                                    |
| Presidents’ Trophy       |                                    |
| Saison                   |                                    |
| 2021/22                  |                                    |
| Conference Championships | Saison                             |
| Prince of Wales Trophy   | 1995/96, 2022/23, 2023/24, 2024/25 |
| Division Championships   | Saison                             |
| Southeast Division       | 2011/12                            |
| Atlantic Division        | 2015/16, 2021/22, 2023/24          |

Den ersten Titelgewinn feierten die Florida Panthers in der Saison 1995/96, als erstmals in der Geschichte des Franchise die Qualifikation für die Playoffs gelang. Als viertplatzierte Mannschaft der Eastern Conference wurden nach den Boston Bruins auch das beste Eastern-Conference-Team der regulären Saison, die Philadelphia Flyers, bezwungen. Gegen die Pittsburgh Penguins setzten sich die Panthers ebenfalls durch und gewannen damit die Prince of Wales Trophy. Dadurch zogen sie in die Finalserie um den Stanley Cup ein. Von den Teams, die Anfang der 1990er Jahre gegründet wurden, waren sie das erste, denen dies gelang. In den Finalspielen unterlagen sie klar gegen die Colorado Avalanche. 2022 gewann die Mannschaft erstmals die Presidents’ Trophy als punktbestes Team der regulären Saison, bevor man 2023 erneut ins Stanley-Cup-Finale einzog, dieses allerdings ebenfalls verlor. In den Playoffs 2024 folgte schließlich der erstmalige Titelgewinn durch einen 4:3-Erfolg im Endspiel über die Edmonton Oilers, ein Erfolg, den man bei der Neuauflage des Finals in den Playoffs 2025 mit einem 4:2-Sieg wiederholen konnte.

### NHL Awards und All-Star Team-Nominierungen
Seit der Gründung des Franchises gelang es fünf Spielern der Florida Panthers einen der individuellen NHL Awards zu gewinnen. Zudem schaffte es viermal ein Spieler in eines der All-Star-Teams sowie vier weitere ins All-Rookie-Team.
| Auszeichnung                    | Name                                                                            | Saison                                                    |
| Bill Masterton Memorial Trophy  | Jaromír Jágr                                                                    | 2015/16                                                   |
| Calder Memorial Trophy          | Jonathan Huberdeau Aaron Ekblad                                                 | 2012/13 2014/15                                           |
| Conn Smythe Trophy              | Sam Bennett                                                                     | 2024/25                                                   |
| Frank J. Selke Trophy           | Aleksander Barkov                                                               | 2020/21, 2023/24, 2024/25                                 |
| King Clancy Memorial Trophy     | Aleksander Barkov                                                               | 2024/25                                                   |
| Lady Byng Memorial Trophy       | Brian Campbell Aleksander Barkov                                                | 2011/12 2018/19                                           |
| Maurice 'Rocket' Richard Trophy | Pawel Bure                                                                      | 1999/2000 2000/01                                         |
| All-Rookie Team                 | Ed Jovanovski Kristian Huselius Jay Bouwmeester Jonathan Huberdeau Aaron Ekblad | 1995/96 2001/02 2002/03 2012/13 2014/15                   |
| Second All-Star Team            | John Vanbiesbrouck Pawel Bure Roberto Luongo Jonathan Huberdeau Matthew Tkachuk | 1993/94 1999/00, 2000/01 2003/04 2020/21, 2021/22 2022/23 |

Als erstem Spieler gelang es Pawel Bure im Anschluss an die Saison 1999/2000 die Maurice 'Rocket' Richard Trophy, die den besten Torschützen der Saison auszeichnet, zu gewinnen. Nominierungen gab es schon häufiger. Bereits nach der ersten Saison der Panthers wurde John Vanbiesbrouck für die Hart Memorial Trophy und die Vezina Trophy nominiert, Brian Skrudland belegte bei der Wahl zur Frank J. Selke Trophy Platz 3. Ed Jovanovski wurde dritter bei der Wahl zur Calder Memorial Trophy 1996, in diesem Jahr war Trainer Doug MacLean für den Jack Adams Award nominiert. Auch Pawel Bure stand 2000 zur Wahl um die Hart Memorial Trophy. 2002 war Kristian Huselius im Rennen um die Calder Memorial Trophy. Torhüter Roberto Luongo stand 2004 zur Wahl bei der Vezina Trophy und dem Lester B. Pearson Award. Nach der Saison 2011/12 wurde der Verteidiger Brian Campbell schließlich mit der Lady Byng Memorial Trophy als fairster Spieler der Saison ausgezeichnet und erhielt somit als zweiter Spieler in der Geschichte der Mannschaft eine individuelle Trophäe. Ein Jahr später wurde mit Jonathan Huberdeau erstmals ein Spieler der Panthers mit der Calder Memorial Trophy als bester Rookie der Saison ausgezeichnet; gleiches gelang Aaron Ekblad in der Saison 2014/15. Wiederum eine Saison später erhielt Jaromír Jágr die Bill Masterton Memorial Trophy. Zudem erhielt Kapitän Aleksander Barkov als zweiter Akteur die Lady Byng Memorial Trophy in der Spielzeit 2018/19.
John Vanbiesbrouck schaffte es bereits in der ersten Saison 1993/94 in das NHL Second All-Star Team gewählt zu werden. Gleich zweimal in Folge wurde Pawel Bure in das NHL Second All-Star Team gewählt. Mit Roberto Luongo schaffte ein weiterer Torwart den Sprung dorthin. Eine gute Auswahl beim Draft wurde bestätigt, als 1996 Ed Jovanovski und sieben Jahre später Jay Bouwmeester ins NHL All-Rookie Team gewählt wurden.

### NHL All-Star Game-Nominierungen
| Jahr | Name                                                                          |
| 1994 | John Vanbiesbrouck Bob Kudelski                                               |
| 1996 | John Vanbiesbrouck Scott Mellanby Doug MacLean***                             |
| 1997 | John Vanbiesbrouck Róbert Švehla Doug MacLean***                              |
| 1999 | Wiktor Koslow*                                                                |
| 2000 | Pawel Bure Wiktor Koslow Ray Whitney                                          |
| 2001 | Pawel Bure                                                                    |
| 2002 | Roberto Luongo** Kristian Huselius**                                          |
| 2003 | Sandis Ozoliņš Olli Jokinen Jay Bouwmeester** Niklas Hagman** Stephen Weiss** |

| Jahr | Name                                                       |
| 2004 | Roberto Luongo                                             |
| 2007 | Jay Bouwmeester                                            |
| 2008 | Tomáš Vokoun                                               |
| 2009 | Jay Bouwmeester Michael Frolík**                           |
| 2012 | Brian Campbell                                             |
| 2015 | Roberto Luongo Aaron Ekblad                                |
| 2016 | Roberto Luongo Aaron Ekblad Jaromír Jágr Gerard Gallant*** |
| 2017 | Vincent Trocheck                                           |
| 2018 | Aleksander Barkov                                          |
| 2019 | Keith Yandle                                               |
| 2020 | Jonathan Huberdeau                                         |
| 2022 | Jonathan Huberdeau Andrew Brunette***                      |
| 2023 | Aleksander Barkov Matthew Tkachuk                          |
| 2024 | Sergei Bobrowski Sam Reinhart                              |

Insgesamt wurden bisher 29 Spieler der Florida Panthers von den Fans aufgrund ihrer Beliebtheit ins All-Star Game gewählt oder aufgrund ihrer Leistungen von den Trainern nominiert.
In den ersten Jahren des Bestehens der Panthers war es üblich, das jedes Team mit mindestens einem Spieler beim All-Star Game vertreten war. John Vanbiesbrouck vertrat Florida in den ersten drei Spielen. Kein anderer Spieler der Panthers war öfter für Florida beim All-Star Game. Mehr 1994 hatten die Panthers aus Ottawa Bob Kudelski verpflichtet, der dort die Saison mit hervorragenden Leistungen begonnen hatte. Kudelski erzielte in diesem Spiel zwei Tore und ist somit auch der erste Torschütze der Panthers bei einem All-Star Game. Er war als Vertreter der Senators vorgesehen, doch zum Zeitpunkt des Spiels war er bereits zwei Wochen im Kader der Panthers. Nachdem auch in den kommenden beiden Spielen war je ein weiterer Spieler aus Florida im Team. Doug MacLean coachte in diesen beiden Spielen das Team der Eastern Conference. Die nächsten beiden Spiele fanden ohne Beteiligung aus Florida statt, wobei dies 1999 an der verletzungsbedingten Absage von Wiktor Koslow lag. 2000 waren die Panthers wieder vertreten und mit Pawel Bure wurde ein Spieler erstmals MVP des All-Star Games. In den kommenden Jahren waren Roberto Luongo und Jay Bouwmeester sowohl im YoungStars Game als auch je zwei Jahre später im All-Star Game aktiv.

### Saisonstatistik
Abkürzungen: GP = Spiele, W = Siege, L = Niederlagen, T = Unentschieden, OTL = Niederlagen nach Overtime bzw. Shootout, Pts = Punkte, GF = Erzielte Tore, GA = Gegentore
| Saison   | GP   | W    | L   | T   | OTL | Pts  | GF   | GA   | Platz         | Playoffs |
| 1993/94  | 84   | 33   | 34  | 17  | —   | 83   | 233  | 233  | 5., Atlantic  | nicht qualifiziert |
| 1994/951 | 48   | 20   | 22  | 6   | —   | 46   | 115  | 127  | 5., Atlantic  | nicht qualifiziert |
| 1995/96  | 82   | 41   | 31  | 10  | —   | 92   | 254  | 234  | 3., Atlantic  | Sieg im Conference-Viertelfinale, 4:1 (Boston) Sieg im Conference-Halbfinale, 4:2 (Philadelphia) Sieg im Conference-Finale, 4:3 (Pittsburgh) Niederlage im Stanley-Cup-Finale, 0:4 (Colorado) |
| 1996/97  | 82   | 35   | 28  | 19  | —   | 89   | 221  | 201  | 3., Atlantic  | Niederlage im Conference-Viertelfinale, 1:4 (NY Rangers) |
| 1997/98  | 82   | 24   | 43  | 15  | —   | 63   | 203  | 256  | 6., Atlantic  | nicht qualifiziert |
| 1998/99  | 82   | 30   | 34  | 18  | —   | 78   | 210  | 228  | 2., Southeast | nicht qualifiziert |
| 1999/00  | 82   | 43   | 27  | 6   | 6   | 98   | 244  | 209  | 2., Southeast | Niederlage im Conference-Viertelfinale, 0:4 (New Jersey) |
| 2000/01  | 82   | 22   | 38  | 13  | 9   | 66   | 200  | 246  | 3., Southeast | nicht qualifiziert |
| 2001/02  | 82   | 22   | 44  | 10  | 6   | 60   | 180  | 250  | 4., Southeast | nicht qualifiziert |
| 2002/03  | 82   | 24   | 36  | 13  | 9   | 70   | 176  | 237  | 4., Southeast | nicht qualifiziert |
| 2003/04  | 82   | 28   | 35  | 15  | 4   | 75   | 188  | 221  | 4., Southeast | nicht qualifiziert |
| 2004/052 | —    | —    | —   | —   | —   | —    | —    | —    | —             | — |
| 2005/06  | 82   | 37   | 34  | —   | 11  | 85   | 240  | 257  | 4., Southeast | nicht qualifiziert |
| 2006/07  | 82   | 35   | 31  | —   | 16  | 86   | 247  | 257  | 4., Southeast | nicht qualifiziert |
| 2007/08  | 82   | 38   | 35  | —   | 9   | 85   | 216  | 226  | 3., Southeast | nicht qualifiziert |
| 2008/09  | 82   | 41   | 30  | —   | 11  | 93   | 234  | 231  | 3., Southeast | nicht qualifiziert |
| 2009/10  | 82   | 32   | 37  | —   | 13  | 77   | 208  | 244  | 5., Southeast | nicht qualifiziert |
| 2010/11  | 82   | 30   | 40  | —   | 12  | 72   | 195  | 229  | 5., Southeast | nicht qualifiziert |
| 2011/12  | 82   | 38   | 26  | —   | 18  | 94   | 203  | 227  | 1., Southeast | Niederlage im Conference-Viertelfinale, 3:4 (New Jersey) |
| 2012/133 | 48   | 15   | 27  | —   | 6   | 36   | 112  | 171  | 5., Southeast | nicht qualifiziert |
| 2013/14  | 82   | 29   | 45  | —   | 8   | 66   | 196  | 268  | 7., Atlantic  | nicht qualifiziert |
| 2014/15  | 82   | 38   | 29  | —   | 15  | 91   | 206  | 223  | 6., Atlantic  | nicht qualifiziert |
| 2015/16  | 82   | 47   | 26  | —   | 9   | 103  | 239  | 203  | 1., Atlantic  | Niederlage im Conference-Viertelfinale, 2:4 (NY Islanders) |
| 2016/17  | 82   | 35   | 36  | —   | 11  | 81   | 205  | 231  | 6., Atlantic  | nicht qualifiziert |
| 2017/18  | 82   | 44   | 30  | —   | 8   | 96   | 245  | 243  | 4., Atlantic  | nicht qualifiziert |
| 2018/19  | 82   | 36   | 32  | —   | 14  | 86   | 264  | 273  | 5., Atlantic  | nicht qualifiziert |
| 2019/204 | 69   | 35   | 26  | —   | 8   | 78   | 228  | 224  | 4., Atlantic  | Niederlage in der Qualifizierungsrunde, 1:3 (NY Islanders) |
| 2020/214 | 56   | 37   | 14  | —   | 5   | 79   | 188  | 151  | 2., Central   | Niederlage in der ersten Runde, 2:4 (Tampa Bay) |
| 2021/22  | 82   | 58   | 18  | —   | 6   | 122  | 337  | 242  | 1., Atlantic  | Sieg im Conference-Viertelfinale, 4:2 (Washington) Niederlage im Conference-Halbfinale, 0:4 (Tampa Bay)                                                                                       |
| 2022/23  | 82   | 42   | 32  | —   | 8   | 92   | 288  | 272  | 4., Atlantic  | Sieg im Conference-Viertelfinale, 4:3 (Boston) Sieg im Conference-Halbfinale, 4:1 (Toronto) Sieg im Conference-Finale, 4:0 (Carolina) Niederlage im Stanley-Cup-Finale, 1:4 (Vegas)           |
| 2023/24  | 82   | 52   | 24  | —   | 6   | 110  | 268  | 200  | 1., Atlantic  | Sieg im Conference-Viertelfinale, 4:1 (Tampa Bay) Sieg im Conference-Halbfinale, 4:2 (Boston) Sieg im Conference-Finale, 4:2 (NY Rangers) Sieg im Stanley-Cup-Finale, 4:3 (Edmonton)          |
| 2024/25  | 82   | 47   | 31  | —   | 4   | 98   | 246  | 223  | 3., Atlantic  | Sieg im Conference-Viertelfinale, 4:1 (Tampa Bay) Sieg im Conference-Halbfinale, 4:3 (Toronto) Sieg im Conference-Finale, 4:1 (Carolina) Sieg im Stanley-Cup-Finale, 4:2 (Edmonton)           |
| Gesamt   | 2437 | 1088 | 975 | 142 | 232 | 2550 | 6809 | 7064 |               | 11 Playoff-Teilnahmen 24 Serien: 15 Siege, 9 Niederlagen 132 Spiele: 70 Siege, 62 Niederlagen                                                                                                 |

1 Saison wegen des NHL-Lockout 1994/95 verkürzt
2 Saison wegen des NHL-Lockout 2004/05 ausgefallen
3 Saison wegen des NHL-Lockout 2012/13 verkürzt
4 Saison wegen der COVID-19-Pandemie verkürzt

### Franchiserekorde
Im Folgenden werden ausgewählte Spielerrekorde des Franchise sowohl über die gesamte Karriere als auch über einzelne Spielzeiten aufgeführt.

#### Karriere
|                                   | Name                        | Anzahl                                                                            |
| Meiste Spiele                     | Aleksander Barkov*          | 804 (in 12 Spielzeiten)                                                           |
| Meiste aufeinanderfolgende Spiele | Olli Jokinen Brian Campbell | 376 (27. Dezember 2002 bis 5. April 2008) 376 (8. Oktober 2011 bis 9. April 2016) |
| Meiste Tore                       | Aleksander Barkov*          | 286                                                                               |
| Meiste Vorlagen                   | Aleksander Barkov*          | 496                                                                               |
| Meiste Punkte                     | Aleksander Barkov*          | 782 (286 Tore + 496 Vorlagen)                                                     |
| Meiste Strafminuten               | Paul Laus                   | 1.702                                                                             |
| Meiste Shutouts                   | Roberto Luongo              | 38                                                                                |

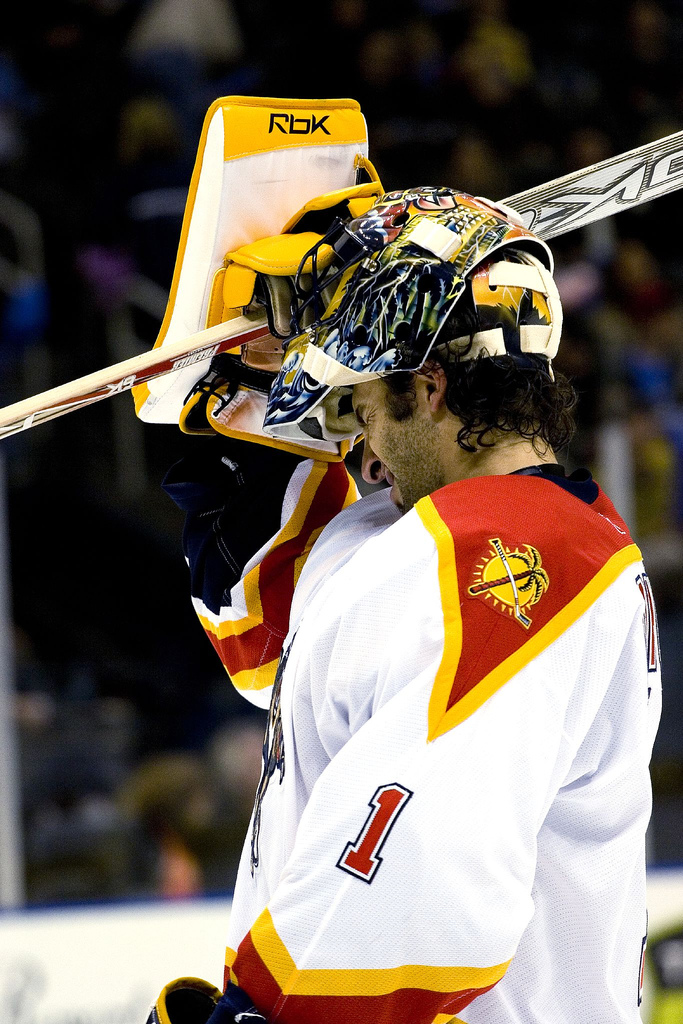
Roberto Luongo hält diverse Franchise-Rekorde

* aktiver Spieler der Panthers; Stand nach Ende der Saison 2024/25

#### Saison
|                               | Name               | Anzahl                      | Saison  |
| Meiste Tore                   | Pawel Bure         | 59                          | 2000/01 |
| Meiste Vorlagen               | Jonathan Huberdeau | 85                          | 2021/22 |
| Meiste Punkte                 | Jonathan Huberdeau | 115 (30 Tore + 85 Vorlagen) | 2021/22 |
| Meiste Punkte als Rookie      | Jesse Bélanger     | 50 (17 Tore + 33 Vorlagen)  | 1993/94 |
| Meiste Punkte als Verteidiger | Brandon Montour    | 73 (16 Tore + 57 Vorlagen)  | 2022/23 |
| Meiste Strafminuten           | Peter Worrell      | 354                         | 2001/02 |
| Meiste Siege als Torhüter     | Sergei Bobrowski   | 39                          | 2021/22 |

## Trainer
| Name             | Saison            | Reguläre Saison | Reguläre Saison | Reguläre Saison | Reguläre Saison | Reguläre Saison | Reguläre Saison | Reguläre Saison | Playoffs | Playoffs | Playoffs |
| Name             | Saison            | GC              | W               | L               | T               | OTL             | Pts             | Pts %           | GC       | W        | L        |
| Roger Neilson    | 1993/94–1994/95   | 132             | 53              | 56              | 23              | —               | 129             | .489            | —        | —        | —        |
| Doug MacLean     | 1995/96–1997/98*  | 187             | 83              | 71              | 33              | —               | 199             | .532            | 27       | 13       | 14       |
| Bryan Murray     | 1997/98*          | 59              | 17              | 31              | 11              | —               | 45              | .381            | —        | —        | —        |
| Terry Murray     | 1998/99–2000/01*  | 200             | 79              | 79              | 31              | 11              | 200             | .500            | 4        | 0        | 4        |
| Duane Sutter     | 2000/01*–2001/02* | 72              | 22              | 35              | 8               | 7               | 59              | .410            | —        | —        | —        |
| Mike Keenan      | 2001/02*–2003/04* | 153             | 45              | 73              | 23              | 12              | 125             | .408            | —        | —        | —        |
| Rick Dudley      | 2003/04*          | 40              | 13              | 15              | 9               | 3               | 38              | .475            | —        | —        | —        |
| John Torchetti   | 2003/04*          | 27              | 10              | 12              | 4               | 1               | 25              | .463            | —        | —        | —        |
| Jacques Martin   | 2004/05–2007/08   | 246             | 110             | 100             | —               | 36              | 256             | .520            | —        | —        | —        |
| Peter DeBoer     | 2008/09–2010/11   | 246             | 103             | 107             | —               | 36              | 242             | .492            | —        | —        | —        |
| Kevin Dineen     | 2011/12–2013/14*  | 146             | 56              | 62              | —               | 28              | 140             | .479            | 7        | 3        | 4        |
| Peter Horachek   | 2013/14*          | 66              | 26              | 36              | —               | 4               | 56              | .424            |          |          |          |
| Gerard Gallant   | 2014/15–2016/17*  | 186             | 96              | 65              | —               | 25              | 217             | .583            | 6        | 2        | 4        |
| Tom Rowe         | 2016/17*          | 61              | 24              | 27              | —               | 10              | 58              | .475            | —        | —        | —        |
| Bob Boughner     | 2017/18–2018/19   | 164             | 80              | 62              | —               | 22              | 182             | .555            | —        | —        | —        |
| Joel Quenneville | 2019/20–2021/22*  | 125             | 72              | 40              | —               | 13              | 157             | .628            | 10       | 3        | 7        |
| Andrew Brunette  | 2021/22*          | 75              | 51              | 18              | —               | 6               | 108             | .720            | 10       | 4        | 6        |
| Paul Maurice     | seit 2022/23      | 246             | 141             | 87              | —               | 18              | 300             | .610            | 68       | 45       | 23       |

* Wechsel während der laufenden Saison
Erster Trainer in Florida war der erfahrene Roger Neilson. Er stellte das Team sehr defensiv ein und hatte damit durchaus Erfolg. In seiner Arbeit ist sicherlich auch der Grundstein für spätere Erfolge zu sehen. General Manager Bryan Murray holte mit Doug MacLean einen Mann, der lange Zeit sein Assistenztrainer war. MacLean führte die Panthers in die Finalserie und ist mit einer Quote von 53,2 % gewonnener Spiele immer noch der erfolgreichste Trainer in Florida. 1997 wurde er durch General Manager Bryan Murray ersetzt. Im folgenden Jahr war mit Terry Murray ein Namensvetter hinter der Bande tätig. Genau 200 Spiele absolvierte dieser mit den Panthers. Sein Nachfolger Duane Sutter löste ihn während einer Saison ab und konnte die folgende nicht mehr beenden. Mit Mike Keenan hoffte man den Erfolg zurück nach Florida zu holen. Nach zwei kurzfristigen Trainerperioden kam mit Jacques Martin wieder ein längerfristiger Trainer zu den Panthers. Er ist bisher der Trainer mit den meisten Spielen und war der erste, der bei über 100 Siegen hinter der Bande stand. Es gelang ihm jedoch nicht, die Panthers in die Playoffs zu führen. Zur Saison 2008/09 übernahm Peter DeBoer die Aufgabe nach 2000 die Panthers wieder einmal in die Endrunde zu bringen. Nach einer soliden ersten Saison, in der die Panthers den Einzug in die Playoffs knapp verfehlten, folgten zwei Spielzeiten, in denen die Mannschaft die Endrunde deutlich verpasste. Kurz nach Saisonende im April 2011 wurde DeBoer entlassen. Anfang Juni 2011 wurde Kevin Dineen als Nachfolger verpflichtet, der zuvor sechs Jahre lang die Portland Pirates aus der AHL trainiert hatte.
Auf Dineen folgte nach wenigen Spieltagen der Saison 2013/14 Peter Horachek, der das Team interimsweise bis zum Ende der Spielzeit betreute. Im Anschluss übernahm Gerard Gallant bei den Panthers, der das Team 2015/16 an die Spitze der Atlantic Division führte. Gallant wurde im November 2016 entlassen und interimsweise vom erst im Mai 2016 eingestellten General Manager Tom Rowe beerbt. Rowe trat am Ende der Saison von beiden Positionen zurück. Im Juni 2017 wurde Bob Boughner als neuer Cheftrainer vorgestellt, der das Team zwei Jahre betreute und dabei jeweils die Playoffs verpasste. Bereits einen Tag nach Boughners Entlassung wurde Joel Quenneville als sein Nachfolger eingesetzt. Im Oktober 2021 trat Quenneville als Trainer der Panthers zurück. Für ihn übernahm interimsweise Andrew Brunette, der trotz Gewinn der Presidents’ Trophy am Saisonende durch Paul Maurice ersetzt wurde.

## General Manager
| Name             | Saison            |
| Bobby Clarke     | 1993/94           |
| Bryan Murray     | 1994/95–2000/01*  |
| Bill Torrey      | 2000/01*–2001/02* |
| Chuck Fletcher** | 2001/02*          |
| Rick Dudley      | 2002/03–2003/04   |
| Mike Keenan      | 2004/05–2006/07*  |
| Jacques Martin   | 2006/07*–2008/09  |
| Randy Sexton     | 2009/10           |
| Dale Tallon      | 2010/11–2015/16   |
| Tom Rowe         | 2016/17           |
| Dale Tallon      | 2017/18–2019/20   |
| Bill Zito        | seit 2020/21      |

* Wechsel während der laufenden Saison

** Interims-General-Manager
Bobby Clarke war in der Saison 1993/94 der erste General Manager der Panthers und ging danach zu den Philadelphia Flyers, wo er weiter als General Manager arbeitete. Bryan Murray wurde sein Nachfolger und führte das Team in der Saison 1995/96 bis in die Finalspiele um den Stanley Cup, wo die Panthers in vier Spielen der Colorado Avalanche unterlagen. Murray war später auch Trainer in Florida, doch blieb er erfolglos und füllte erneut die Aufgabe des General Manager aus. Da nach dem Einzug in die Stanley-Cup-Finals eine Ernüchterung folgte und zwei Mal in Folge die Playoffs verpasst wurden, wurde er während der Saison 2000/01 entlassen. Bill Torrey war weniger als ein Jahr als GM der Panthers angestellt, noch im Jahr 2001 zog er sich zurück und beendete seine Karriere. Auf Interimsbasis folgte ihm Chuck Fletcher. Der Sohn des Funktionärs Cliff Fletcher wurde nach der Anstellung von Rick Dudley ein Jahr später wieder von seinen Aufgaben entbunden.
Auch Rick Dudley blieb nicht lange bei den Panthers, da er nach der Saison 2003/04 entlassen wurde. Zuvor war er auch kurzfristig als Trainer angestellt, doch die ungenügenden sportlichen Resultate gaben den Ausschlag für seine Kündigung. Mike Keenan war von 2001 bis 2004 Trainer der Panthers und wurde nun als General Manager angestellt. Da das Team wenig erfolgreich war, wurde Keenan zwei Jahre später entlassen. Jacques Martin konnte sich ab 2006 als siebter General Manager der Panthers versuchen, doch auch er hatte keinen Erfolg und das Team war erneut daran gescheitert, die Playoffs zu erreichen. Nach seiner Entlassung wurde sein ehemaliger Assistent Randy Sexton als General Manager eingesetzt und ein Jahr später im Mai 2010 bereits wieder freigestellt. In der Folge wurde Dale Tallon als General Manager in Florida angestellt, bis dieser im Mai 2016 zum President of Hockey Operations ernannt wurde und auf ihn Tom Rowe folgte. Rowe trat bereits nach einer Saison als General Manager und Interims-Cheftrainer zurück, sodass Tallon wieder die Position des General Managers übernahm. Nach zehn entschlossen sich beide Parteien, seinen auslaufenden Vertrag nach der Saison 2019/20 nicht zu verlängern. Seine Nachfolge trat im September 2020 der US-Amerikaner Bill Zito an.

## Spieler

### Kader der Saison 2024/25
Stand: Ende der Saison 2024/25
| Nr. | Nat.               | Spieler               | Pos. | Geburtsdatum       | in Org. seit | Geburtsort                                |
| --- | ------------------ | --------------------- | ---- | ------------------ | ------------ | ----------------------------------------- |
| 72  | Russland           | Sergei Bobrowski      | G    | 20. September 1988 | 2019         | Nowokusnezk, Russische SFSR               |
| 41  | Tschechien         | Vítek Vaněček         | G    | 9. Januar 1996     | 2025         | Havlíčkův Brod, Tschechien                |
| 26  | Lettland           | Uvis Jānis Balinskis  | D    | 1. August 1996     | 2023         | Ventspils, Lettland                       |
| 5   | Kanada             | Aaron Ekblad – A      | D    | 7. Februar 1996    | 2014         | Belle River, Ontario, Kanada              |
| 42  | Schweden           | Gustav Forsling       | D    | 12. Juni 1996      | 2021         | Linköping, Schweden                       |
| 3   | Vereinigte Staaten | Seth Jones            | D    | 3. Oktober 1994    | 2025         | Plano, Texas, USA                         |
| 7   | Russland           | Dmitri Kulikow        | D    | 29. Oktober 1990   | 2023         | Lipezk, Russische SFSR                    |
| 77  | Finnland           | Niko Mikkola          | D    | 27. April 1996     | 2023         | Kiiminki, Finnland                        |
| 88  | Vereinigte Staaten | Nate Schmidt          | D    | 16. Juli 1991      | 2024         | St. Cloud, Minnesota, USA                 |
| 16  |                    | Aleksander Barkov – C | C    | 2. September 1995  | 2013         | Tampere, Finnland                         |
| 9   | Kanada             | Sam Bennett           | C    | 20. Juni 1996      | 2021         | Richmond Hill, Ontario, Kanada            |
| 70  | Schweden           | Jesper Boqvist        | C    | 30. Oktober 1998   | 2024         | Falun, Schweden                           |
| 12  | Kanada             | Jonah Gadjovich       | LW   | 12. Oktober 1998   | 2023         | Whitby, Ontario, Kanada                   |
| 10  | Kanada             | A. J. Greer           | LW   | 14. Dezember 1996  | 2024         | Joliette, Québec, Kanada                  |
| 15  | Finnland           | Anton Lundell         | C    | 3. Oktober 2001    | 2021         | Espoo, Finnland                           |
| 27  | Finnland           | Eetu Luostarinen      | C    | 2. September 1998  | 2020         | Siilinjärvi, Finnland                     |
| 63  | Kanada             | Brad Marchand         | LW   | 11. Mai 1988       | 2025         | Halifax, Nova Scotia, Kanada              |
| 92  | Tschechien         | Tomáš Nosek           | LW   | 1. September 1992  | 2024         | Pardubice, Tschechoslowakei               |
| 13  | Kanada             | Sam Reinhart          | C    | 6. November 1995   | 2021         | North Vancouver, British Columbia, Kanada |
| 17  | Kanada             | Evan Rodrigues        | LW   | 28. Juli 1993      | 2023         | Etobicoke, Ontario, Kanada                |
| 25  | Vereinigte Staaten | Mackie Samoskevich    | RW   | 15. November 2002  | 2023         | Newtown, Connecticut, USA                 |
| 8   | Deutschland        | Nico Sturm            | C    | 3. Mai 1995        | 2025         | Augsburg, Deutschland                     |
| 19  | Vereinigte Staaten | Matthew Tkachuk – A   | LW   | 11. Dezember 1997  | 2022         | Scottsdale, Arizona, USA                  |
| 23  | Kanada             | Carter Verhaeghe      | C    | 14. August 1995    | 2020         | Toronto, Ontario, Kanada                  |

### Mannschaftskapitäne
| Jahr      | Name                 |
| 1993–1997 | Brian Skrudland      |
| 1997–2001 | Scott Mellanby       |
| 2001–2002 | Pawel Bure Paul Laus |
| 2002–2003 | kein Kapitän         |
| 2003–2008 | Olli Jokinen         |
| 2008–2009 | kein Kapitän         |
| 2009–2011 | Bryan McCabe         |
| 2011–2012 | kein Kapitän         |
| 2012–2014 | Ed Jovanovski        |
| 2014–2016 | Willie Mitchell      |
| 2016–2018 | Derek MacKenzie      |
| seit 2018 | Aleksander Barkov    |

In der Geschichte der Florida Panthers gab es bisher zehn verschiedene Spieler, die das Amt des Mannschaftskapitäns innehatten.
Mit 30 Jahren zählte der aus Calgary verpflichtete Brian Skrudland zu den erfahrenen Spielern im neuen Team und wurde daher zum Mannschaftskapitän bestimmt. Davon beflügelt konnte er mit guten Leistungen überzeugen, vor allem sein vorbildlicher Einsatz war es aber, was die Verantwortlichen an ihm schätzten. Mit Scott Mellanby folgte nach Skrudlands Wechsel ein Spieler, der auch schon seit der Aufnahme des Spielbetriebs im Team stand. Er hatte sich zum Publikumsliebling entwickelt und war eine Integrationsfigur im Kader. In zwei der ersten drei Jahre war er auch bester Scorer des Teams. Als Mellanby Florida verließ, setzte man für den Rest der Saison auf zwei Co-Kapitäne. Mit dem torgefährlichen Superstar Pawel Bure und Raubein Paul Laus hätte man keine unterschiedlicheren Typen finden können. Auch Laus war in Florida ein Mann der ersten Stunde. Nachdem im folgenden Jahr kein Spieler das „C“ auf seinem Trikot trug, übernahm zur Saison 2002/03 der Finne Olli Jokinen das Amt. Dieses bekleidete er bis zu seinem Wechsel zu den Phoenix Coyotes im Jahr 2008. Nachdem der Posten für ein Jahr unbesetzt geblieben war, wurde Bryan McCabe im September 2009 zum neuen Kapitän bestimmt. Dieser hatte das Amt für fast eineinhalb Jahre inne, ehe McCabe kurz vor der Trade Deadline im Februar 2011 in einem Transfergeschäft abgegeben wurde.
Anschließend blieb der Posten des Kapitäns für die Saison 2011/12 unbesetzt. Erst im Sommer 2012 übernahm Verteidiger Ed Jovanovski das Amt, das ab 2014 für zwei Jahre Willie Mitchell innehatte. Zur Spielzeit 2016/17 wurde Derek MacKenzie zum neunten Mannschaftskapitän der Franchise-Geschichte ernannt, bevor Aleksander Barkov im September 2018 übernahm.

### Mitglieder der Hockey Hall of Fame

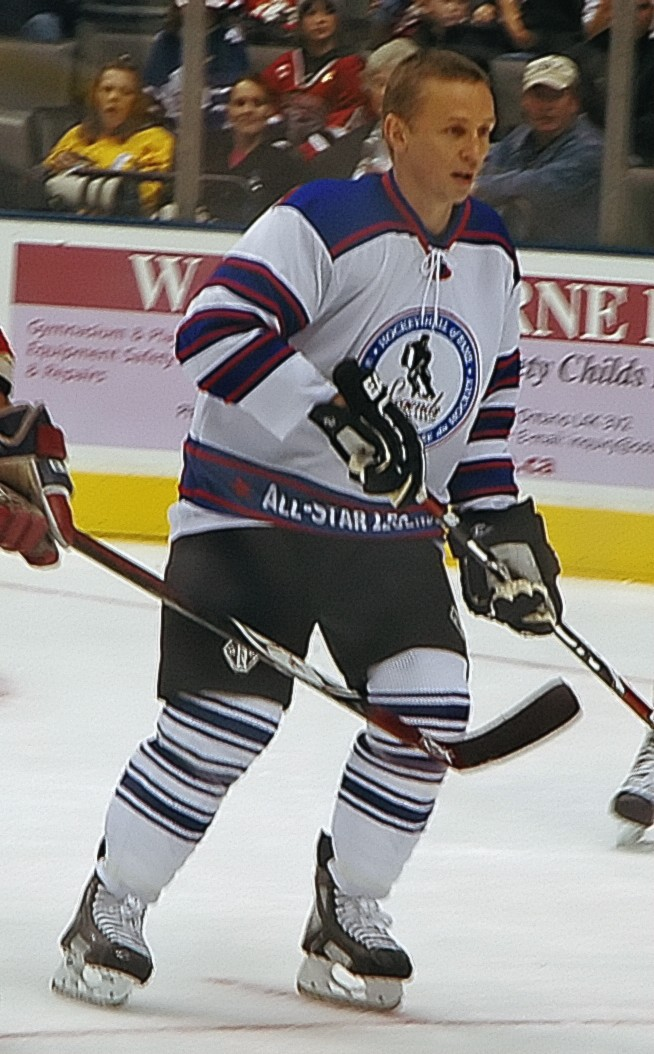
Igor Larionow war Floridas erster Spieler in der Hockey Hall of Fame

Bisher sind sieben Spieler und zwei Funktionäre der Florida Panthers in die Hockey Hall of Fame aufgenommen worden.
| Name            | Aufnahme | Position                  |
| Ed Belfour      | 2011     | Spieler                   |
| Pawel Bure      | 2012     | Spieler                   |
| Dino Ciccarelli | 2010     | Spieler                   |
| Igor Larionow   | 2008     | Spieler                   |
| Roberto Luongo  | 2022     | Spieler                   |
| Roger Neilson   | 2002     | Trainer                   |
| Joe Nieuwendyk  | 2011     | Spieler                   |
| Bill Torrey     | 1995     | General Manager Präsident |
| Mike Vernon     | 2023     | Spieler                   |

### Nicht mehr zu vergebende Trikotnummern
Neben der berühmten Trikotnummer 99 des Kanadiers Wayne Gretzky, die ligaweit seit dem 6. Februar 2000 gesperrt ist, und seither nicht mehr an einen Spieler vergeben wurde, sperrten die Panthers am 23. Oktober 2010 die Nummer 93 zu Ehren ihres ehemaligen Präsidenten Bill Torrey. Die Nummer 93 steht für das Jahr (1993), in dem das Franchise in die National Hockey League aufgenommen wurde. Am 19. Januar 2018 folgte die Nummer 37, mit der die Panthers ihren ersten Eigentümer Wayne Huizenga und dessen Geburtsjahr (1937) ehrten. Am 7. März 2020 sperrten die Panthers die Nummer 1 von Roberto Luongo und damit die erste Nummer eines ehemaligen Panthers-Spieler.
| Nr. | Name           | Sperrungsdatum             |
| 1   | Roberto Luongo | 7. März 2020               |
| 37  | Wayne Huizenga | 19. Januar 2018            |
| 93  | Bill Torrey    | 23. Oktober 2010           |
| 99  | Wayne Gretzky  | 6. Februar 2000 (ligaweit) |

### Top-10-Wahlrechte im NHL Entry Draft
| Name               | Jahr | Draft-Position |
| Rob Niedermayer    | 1993 | 5.             |
| Ed Jovanovski      | 1994 | 1.             |
| Radek Dvořák       | 1995 | 10.            |
| Stephen Weiss      | 2001 | 4.             |
| Jay Bouwmeester    | 2002 | 3.             |
| Petr Tatíček       | 2002 | 9.             |
| Nathan Horton      | 2003 | 3.             |
| Rostislav Olesz    | 2004 | 7.             |
| Michael Frolík     | 2006 | 10.            |
| Keaton Ellerby     | 2007 | 10.            |
| Erik Gudbranson    | 2010 | 3.             |
| Jonathan Huberdeau | 2011 | 3.             |
| Aleksander Barkov  | 2013 | 2.             |
| Aaron Ekblad       | 2014 | 1.             |
| Owen Tippett       | 2017 | 10.            |

### Franchise-Top-Punktesammler
Die zehn besten Punktesammler in der Geschichte des Franchise bis zum Ende der regulären Saison 2024/25 und der Playoffs 2025.
Abkürzungen: Pos = Position, GP = Spiele, G = Tore, A = Vorlagen, Pts = Punkte, P/G = Punkte pro Spiel
| Name               | Pos | Saison          | GP  | G   | A   | Pts | P/G  |
| Aleksander Barkov  | C   | seit 2013/14    | 804 | 286 | 496 | 782 | 0,97 |
| Jonathan Huberdeau | LW  | 2012/13–2021/22 | 671 | 198 | 415 | 613 | 0,91 |
| Olli Jokinen       | C   | 2000/01–2007/08 | 567 | 188 | 231 | 419 | 0,74 |
| Stephen Weiss      | C   | 2001/02–2012/13 | 654 | 145 | 249 | 394 | 0,60 |
| Aaron Ekblad       | D   | seit 2014/15    | 732 | 118 | 262 | 380 | 0,52 |
| Scott Mellanby     | RW  | 1993/94–2000/01 | 552 | 157 | 197 | 354 | 0,64 |
| Sam Reinhart       | C   | seit 2021/22    | 321 | 160 | 164 | 324 | 1,01 |
| Nathan Horton      | C   | 2003/04–2009/10 | 422 | 142 | 153 | 295 | 0,70 |
| Wiktor Koslow      | C   | 1997/98–2003/04 | 414 | 101 | 190 | 291 | 0,70 |
| Róbert Švehla      | D   | 1994/95–2001/02 | 573 | 61  | 229 | 290 | 0,51 |

| Name              | Pos | GP | G  | A  | Pts | P/G  |
| Aleksander Barkov | C   | 94 | 25 | 56 | 81  | 0,86 |
| Carter Verhaeghe  | C   | 84 | 33 | 43 | 76  | 0,90 |
| Matthew Tkachuk   | LW  | 67 | 25 | 44 | 69  | 1,03 |
| Sam Bennett       | C   | 77 | 29 | 30 | 59  | 0,77 |
| Sam Reinhart      | C   | 76 | 32 | 24 | 56  | 0,74 |
| Anton Lundell     | C   | 77 | 12 | 34 | 46  | 0,60 |
| Eetu Luostarinen  | C   | 73 | 10 | 24 | 34  | 0,47 |
| Aaron Ekblad      | D   | 83 | 8  | 25 | 33  | 0,40 |
| Gustav Forsling   | D   | 84 | 8  | 23 | 31  | 0,37 |
| Evan Rodrigues    | C   | 45 | 9  | 21 | 30  | 0,67 |